# Lola Forner
María Dolores Forner Toro anche chiamata semplicemente Lola Forner (Alicante, 6 giugno 1960) è una modella e attrice spagnola, eletta Miss Spagna nel 1979.

## Biografia
Eletta Miss Spagna a Lloret de Mar in rappresentanza della provincia di Madrid, la diciannovenne Lola Forner, proveniente da Alicante in seguito partecipò anche a Miss Mondo 1979, arrivando al terzo posto, ed a Miss Europa 1980. In seguito la Forner ha intrapreso la carriera di attrice, partecipando a numerose produzioni cinematografiche tra cui Il mistero del conte Lobos (1984), Bianco Apache (1987), No, la folle gloria del comando (1990) e televisive fra cui El secreto (2001) e En nombre del amor (2008).

## Filmografia parziale
- The Family, Fine, Thanks (1979)
- Duelo a muerte (1981)
- El Lobo negro (1981)
- Dos y dos, cinco (1981)
- Los Desastres de la guerra (1983) - (serie TV)
- Il mistero del conte Lobos (Wheels on Meals) (1984)
- Shouts of Anxiety (1984)
- El Último penalty (1984)
- Bianco Apache (White Apache) (1986)
- Armour of God (1986)
- Scalps (1987)
- Mikola a Mikolko (1988)
- La Forja de un rebelde (1990)
- La Leyenda del cura de Bargota (1990) (TV)
- Pareja enloquecida busca madre de alquiler (1990)
- No, la folle gloria del comando (Non, ou A Vã Glória de Mandar) (1990)
- Ricos y famosos (1990)
- Amor de papel (1993)
- Tu pasado me condena (1996)
- La familia... 30 años después (1999)
- Paraíso (2000) - (serie TV)
- El secreto (2001)
- Lisístrata (2002)
- En nombre del amor (2008)